# Équitation aux Jeux olympiques d'été de 2016
Navigation
Londres 2012 Tokyo 2020
Les épreuves d'équitation aux Jeux olympiques d'été de 2016 à Rio de Janeiro sont le saut d'obstacles, le dressage et le concours complet, disputées à titre individuel et par équipes. Cette édition est marquée par des problèmes sanitaires à un an de la tenue des épreuves, mettant celles-ci en péril.

## Préparation
La préparation à la compétition est marquée par des problèmes sanitaires. En août 2015, une épidémie de morve éclate à proximité du futur site de compétition, à quelques jours des épreuves test. Les autorités brésiliennes mettent en place un cordon sanitaire et se veulent rassurantes sur les risques de transmission, assurant avoir abattu les 17 chevaux atteints de la maladie identifiés dans l'État de São Paulo.
Le président de la fédération brésilienne d’équitation, Luiz Roberto Giugni, déclare en octobre 2015 à São Paulo l'impossibilité potentielle de recevoir les épreuves. L'absence de réglementation sanitaire ne permet en principe pas que des chevaux d'origine étrangère ne séjournent au Brésil. Or, le retard pris par le ministère de l'agriculture brésilien est tel qu'il met en péril la tenue des épreuves d'équitation à Rio,. Cette situation, additionnée aux craintes d'une épidémie de morve, entraîne une réponse du président de la FEI le 9 octobre. Il fait savoir qu'il travaille activement sur l'organisation de l'êvènement, et qu'il devrait avoir lieu dans des conditions de sécurité sanitaire optimales.

## Épreuves
Six titres issus de trois disciplines sont disputés à l'occasion de ces Jeux olympiques d'été de 2016.
| Discipline       | Individuel | Par équipe | Total |
| ---------------- | ---------- | ---------- | ----- |
| Dressage         | 1          | 1          | 2     |
| Saut d'obstacles | 1          | 1          | 2     |
| Concours complet | 1          | 1          | 2     |
| Total            | 3          | 3          | 6     |

## Organisation

### Qualifications
L'équipe de France de concours complet connaît de nombreux rebondissements pour ce qui concerne sa qualification aux épreuves. Qualifiée à l'issue des Jeux équestres mondiaux de 2014, elle est disqualifiée après la confirmation du dopage du cheval Qalao des Mers, monté par Maxime Livio. L'équipe regagne sa qualification à l'issue des Championnats d'Europe de concours complet, en septembre 2015.

### Site des compétitions

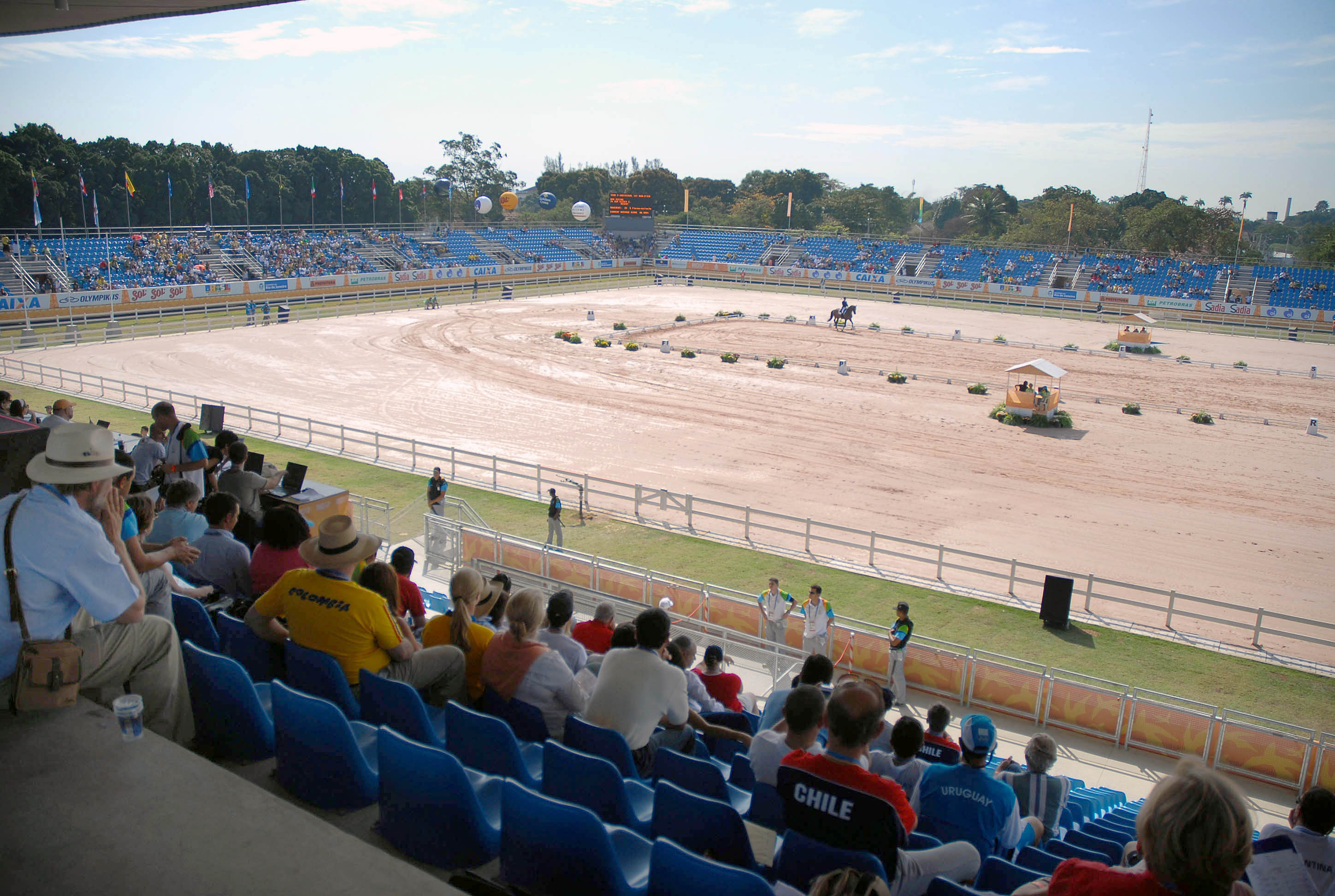
Le Centre national d'équitation de Deodoro.

Les épreuves ont lieu au Centre national d'équitation situé dans le quartier de Deodoro. Construit pour les Jeux panaméricains de 2007, ce centre d'origine militaire est conforme aux normes FEI de l'époque et offre une superficie d'environ 100 000 m2, avec 14 000 places pour les spectateurs et des box en durs. Il fait l'objet d'une rénovation avant les épreuves.

### Calendrier
Les épreuves équestres se dérouleront du 6 au 19 août 2016. Les épreuves de concours complet se déroulent du 6 au 9 août, celles de dressage du 10 au 15 août et enfin le saut d'obstacles se tient du 14 au 19 août.
| Équitation aux Jeux olympiques de 2016. | Équitation aux Jeux olympiques de 2016. | Équitation aux Jeux olympiques de 2016. | Équitation aux Jeux olympiques de 2016. | Équitation aux Jeux olympiques de 2016. | Équitation aux Jeux olympiques de 2016. | Équitation aux Jeux olympiques de 2016. | Équitation aux Jeux olympiques de 2016. | Équitation aux Jeux olympiques de 2016. | Équitation aux Jeux olympiques de 2016. | Équitation aux Jeux olympiques de 2016. | Équitation aux Jeux olympiques de 2016. | Équitation aux Jeux olympiques de 2016. | Équitation aux Jeux olympiques de 2016. | Équitation aux Jeux olympiques de 2016. | Équitation aux Jeux olympiques de 2016. | Équitation aux Jeux olympiques de 2016. |
| Août                                    | Août                                    | Août                                    | 6                                       | 7                                       | 8                                       | 9                                       | 10                                      | 11                                      | 12                                      | 13                                      | 14                                      | 15                                      | 16                                      | 17                                      | 18                                      | 19                                      |
| --------------------------------------- | --------------------------------------- | --------------------------------------- | --------------------------------------- | --------------------------------------- | --------------------------------------- | --------------------------------------- | --------------------------------------- | --------------------------------------- | --------------------------------------- | --------------------------------------- | --------------------------------------- | --------------------------------------- | --------------------------------------- | --------------------------------------- | --------------------------------------- | --------------------------------------- |
| Dressage                                |                                         |                                         |                                         |                                         |                                         |                                         |                                         |                                         |                                         |                                         |                                         |                                         |                                         |                                         |                                         |                                         |
| Saut d'obstacles                        |                                         |                                         |                                         |                                         |                                         |                                         |                                         |                                         |                                         |                                         |                                         |                                         |                                         |                                         |                                         |                                         |
| Concours complet                        |                                         |                                         |                                         |                                         |                                         |                                         |                                         |                                         |                                         |                                         |                                         |                                         |                                         |                                         |                                         |                                         |

|  | Jour de compétition |

## Résultats

### Podiums

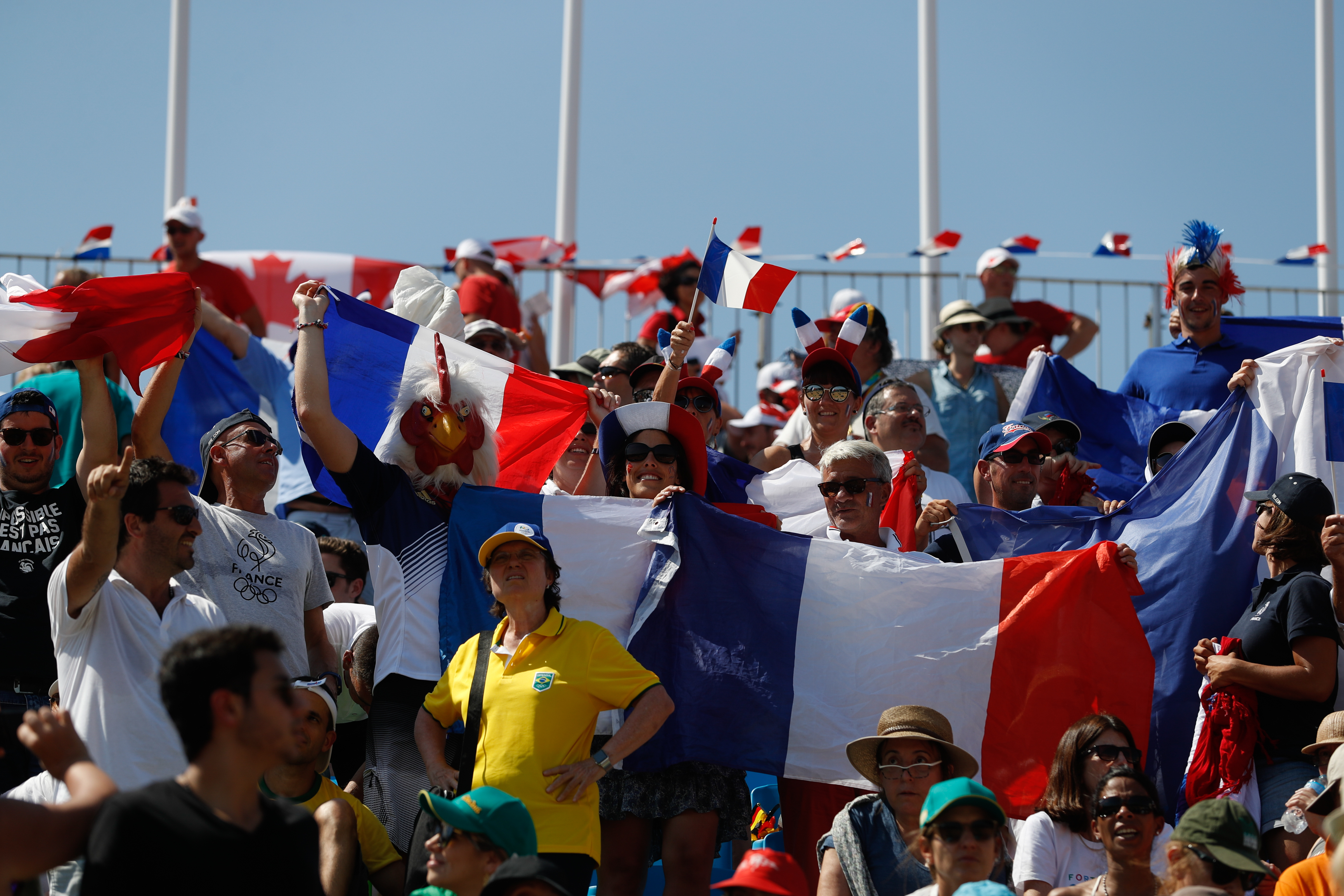
Supporters français pendant l'épreuve de saut d'obstacles du 17 août

| Dressage                        | | | |
| Individuel résultats détaillés  | Charlotte Dujardin sur Valegro Grande-Bretagne | Isabell Werth sur Weihegold Old Allemagne                                                                                              | Kristina Bröring-Sprehe sur Desperados FRH Allemagne |
| Par équipes résultats détaillés | Allemagne Sönke Rothenberger sur Cosmo Dorothee Schneider sur Showtime FRH Kristina Bröring-Sprehe sur Desperados FRH Isabell Werth sur Weihegold Old            | Grande-Bretagne Spencer Wilton sur Super Nova II Fiona Bigwood sur Orthilia Carl Hester sur Nip Tuck Charlotte Dujardin sur Valegro    | États-Unis Allison Brock sur Rosevelt Kasey Perry-Glass sur Dublet Steffen Peters sur Legolas 92 Laura Graves sur Verdades                                    |
| Saut d'obstacles                | | | |
| Individuel résultats détaillés  | Nick Skelton sur Big Star Grande-Bretagne | Peder Fredricson sur All In Suède | Éric Lamaze sur Fine Lady 5 Canada |
| Par équipes résultats détaillés | France Roger-Yves Bost sur Sydney Une Prince Philippe Rozier sur Rahotep de Toscane Pénélope Leprevost sur Flora de Mariposa Kevin Staut sur Rêveur de Hurtebise | États-Unis McLain Ward sur HH Azur Beezie Madden sur Cortes C Kent Farrington sur Voyeur Lucy Davis sur Barron                         | Allemagne Christian Ahlmann sur Taloubet Z Meredith Michaels-Beerbaum sur Fibonacci Daniel Deusser sur First Class Van Eeckelghem Ludger Beerbaum sur Casello |
| Concours complet                | | | |
| Individuel résultats détaillés  | Michael Jung sur Sam FBW Allemagne | Astier Nicolas sur Piaf de B'Neville France                                                                                            | Phillip Dutton sur Mighty Nice États-Unis |
| Par équipes résultats détaillés | France Karim Laghouag sur Entebbe Thibaut Vallette sur Qing du Briot Mathieu Lemoine sur Bart L Astier Nicolas sur Piaf de B'Neville                             | Allemagne Julia Krajewski sur Samourai du Thot Sandra Auffarth sur Opgun Louvo Ingrid Klimke sur Hale-Bob Old Michael Jung sur Sam FBW | Australie Shane Rose sur CP Qualified Stuart Tinney sur Pluto Mio Sam Griffiths sur Paulank Brockagh Christopher Burton sur Santano II                        |

### Tableau des médailles
| Rang  | Nation          | Or | Argent | Bronze | Total |
| ----- | --------------- | -- | ------ | ------ | ----- |
| 1     | Allemagne       | 2  | 2      | 2      | 6     |
| 2     | France          | 2  | 1      | 0      | 3     |
| 2     | Grande-Bretagne | 2  | 1      | 0      | 3     |
| 4     | États-Unis      | 0  | 1      | 2      | 3     |
| 5     | Suède           | 0  | 1      | 0      | 1     |
| 6     | Australie       | 0  | 0      | 1      | 1     |
| 6     | Canada          | 0  | 0      | 1      | 1     |
| Total | Total           | 6  | 6      | 6      | 18    |

## Retransmission
En France, c'est France Télévisions qui a acquis les droits de retransmission de toutes les épreuves olympiques, dont celles d'équitation. Le groupe a négocié la revente des droits avec Equidia, qui diffuse l'intégralité des épreuves. Le décalage horaire est profitable aux téléspectateurs puisqu'il permet un direct des épreuves chaque jour à partir de 15 h.